# Northfield (Massachusetts)
Northfield es un municipio del condado de Franklin, Massachusetts, Estados Unidos. Tiene una población estimada, a mediados de 2021, de 2876 habitantes.

## Geografía
Está ubicado en las coordenadas 42°40′38″N 72°27′14″O / 42.67722, -72.45389. Según la Oficina del Censo de los Estados Unidos, tiene una superficie total de 91.5 km², de la cual 88.7 km² corresponden a tierra firme y 2.8 km² son agua.

## Demografía
Según el censo de 2020, en ese momento había 2866 personas residiendo en la zona. La densidad de población era de 32 hab./km². El 92.0% de los habitantes eran blancos, el 0.2% eran afroamericanos, el 0.2% eran amerindios, el 0.5% eran asiáticos, el 1.2% eran de otras razas y el 5.9% eran de una mezcla de razas. Del total de la población, el 2.7% eran hispanos o latinos de cualquier raza.